# Anatomiska snusgropen

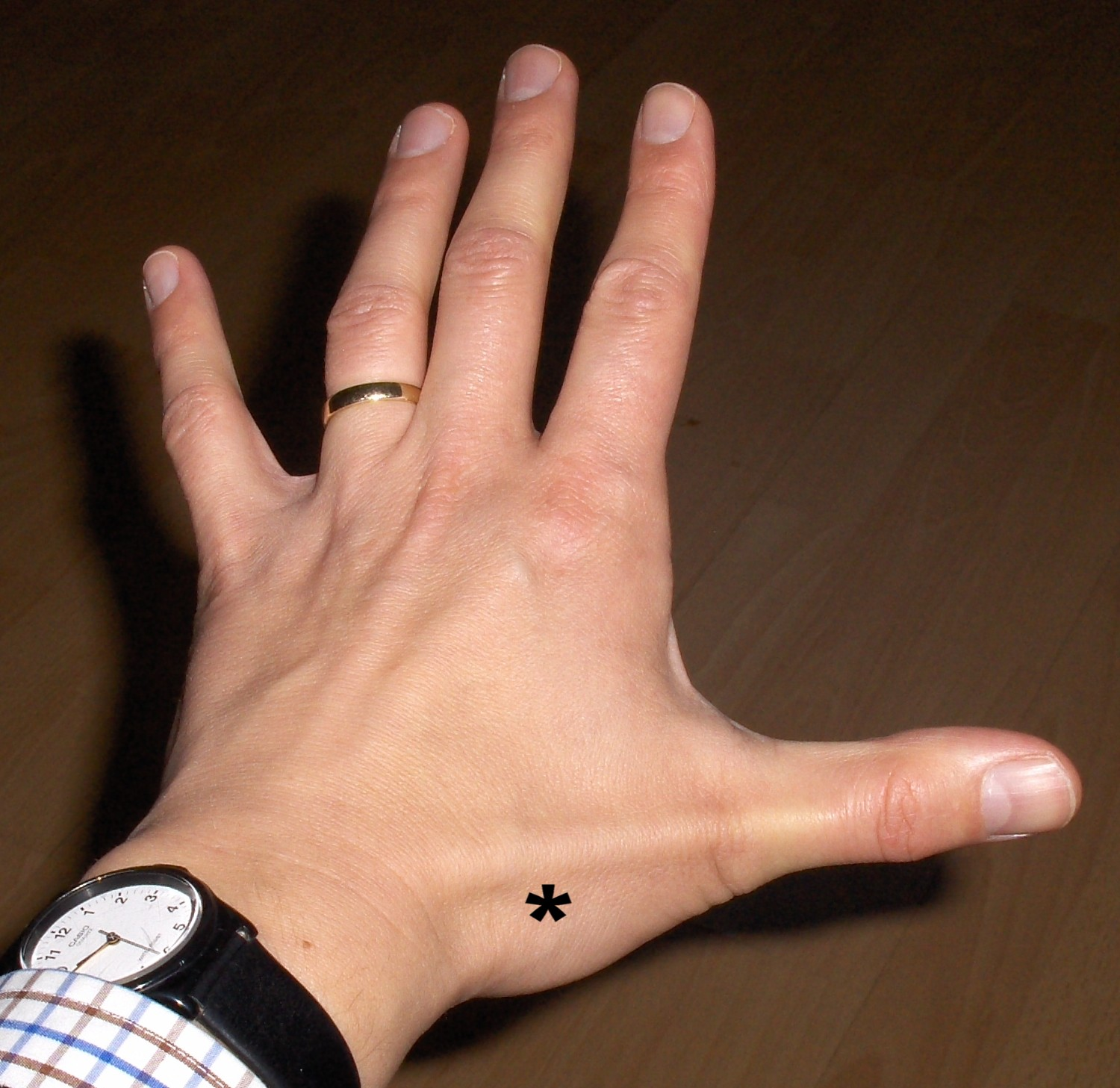
Snusgropen är markerad med *

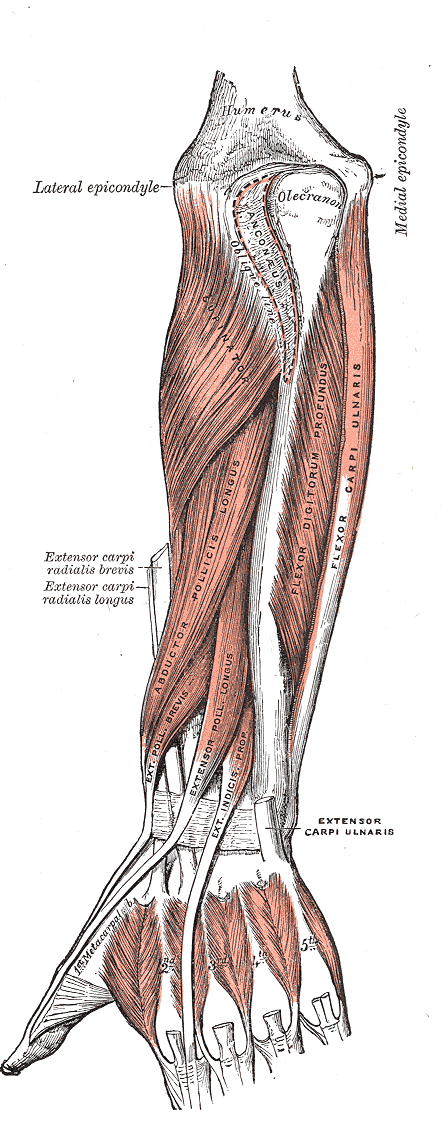
Bild ur Grays anatomy över underarmens dorsala muskulatur.

Anatomiska snusgropen (fossa tabatière) är den ytanatomiska inbuktning som syns mellan de långa senorna till tummen då du håller tummen utsträckt från pekfingret. På fossans botten palperas os scaphoideum.

## Avgränsningar
Lateralt/anteriort:
- Abductor pollicis longus
- Extensor pollicis brevis

Medialt/posteriort:
- Extensor pollicis longus

Golv:
- Processus styloideus radii
- Os scaphoideum
- Trapezium
- Basen av metakarpalben 1